# Protaetia boholica
Protaetia boholica är en skalbaggsart som beskrevs av Mohnike 1873. Protaetia boholica ingår i släktet Protaetia och familjen Cetoniidae. Inga underarter finns listade i Catalogue of Life.